# Alois Wimmer
Alois Wimmer (* 20. Februar 1960 in Grieskirchen/Oberösterreich) ist ein österreichischer Komponist, Klarinettist und Musikpädagoge.

## Leben
Alois Wimmer studierte in den Jahren von 1979 bis 1989 an der Universität Mozarteum Salzburg Klarinette. 1983 legte er ebenda die staatliche Lehramtsprüfung und 1985 die Diplomprüfung für Klarinette mit Auszeichnung ab. 1988 folgte seine Sponsion zum Mag. art. Des Weiteren belegte er Kurse bei Helmut Eder, Nikolaus Harnoncourt, Franz Welser-Möst, Franco Cesarini, Alfred Reed und Johann de Meij.
Seit 1979 ist Alois Wimmer Lehrer für Klarinette, Kammermusik, Theorie, Gehörbildung und Komposition an der Landesmusikschule Grieskirchen und beschäftigt sich außerdem intensiv mit Komposition vorwiegend in den Bereichen Bläserkammermusik und Blasorchester. Kompositionsaufträge, Pflichtstücke für in- und ausländische Wettbewerbe, Fernseh-, Rundfunk- und Tonträgereinspielungen, Workshops und Seminare als Musiker und Komponist in Europa, Türkei, Jordanien, USA (Universität von Missouri, St. Louis/Cape Girardeau), Brasilien und Thailand (Mahidol-Universität, Bangkok) folgten. Im Jahr 1994 gründete er seinen eigenen Verlag Musikverlag Alois Wimmer.

„Ich versuche in der großen Bandbreite von traditioneller bis moderner Tonsprache zu schreiben – je nach Anlass, Auftrag und Ausführenden.“

## Auszeichnungen
- 1985: Würdigungspreis des Wissenschaftsministeriums
- 1992: 2. Preis des Österreichischen Blasmusikverbands beim Hans-Schmid-Kompositionswettbewerb[2]
- 2014: 1. Preis beim Kompositionswettbewerb des Oberösterreichischen Blasmusikverbands[2]
- Mehrfache Kompositionsförderung durch das Bundesministerium für Wissenschaft, Forschung und Kunst
- 2020: Ernennung zum Konsulenten für Musikpflege[3]

## Werke (Auswahl)

### Ensemblemusik
- Sonatine – Duo für Klarinette und Vibraphon
- Mauerblümchen – Quartett für Sopransaxophon, Altsaxophon, Tenorsaxophon und Baritonsaxophon
- Himmelblau & Co – Quartett für Sopransaxophon, Altsaxophon, Tenorsaxophon und Baritonsaxophon
- Am Anfang war – der Ton... – Sextett für Flöte, Oboe, Klarinette, Fagott, Horn und Klavier
- ...um sich einer unaussprechlichen Sehnsucht hinzugeben – Quartett für Klarinette, Perkussion, Gitarre und Violine
- Als sich die Fliege den Frosch schnappte – für Salonorchester
- Tango Siolá – Duo für Violine (oder Klarinette) und Violoncello (oder Bassklarinette)
- Frühlingsrolle – Quartett für Flöte, Akkordeon, Kontrabass und Hackbrett
- Sax Unity – Quartett für zwei Altsaxophone, Tenorsaxophon und Baritonsaxophon
- A Due – Duo für Flöte und Altflöte (oder Klarinette)
- Holzwürmchen Intermezzo – für zwei Klarinetten (alternativ Querflöte und Klarinette) und Klavier
- Hell & Mut – Quartett für vier Flöten
- Hineingeboren – in das Land – Vier musikalische Bilder für Klarinette und Streichquartett
- Rhapsody for two – Duo für zwei Violinen
- Clarinet Dundees – für zwei Klarinetten und Klavier
- Saxophone’s Night Train – für Saxofonquartett
- Juten Morjen, lieber Bernhard! – Sextett für Violine, zwei Klarinetten, Akkordeon, Hackbrett und Kontrabass
- 009 – Sextett für Violine, zwei Klarinetten, Akkordeon, Hackbrett und Kontrabass
- Spanisches Dorf – Sextett für Violine, zwei Klarinetten, Akkordeon, Hackbrett und Kontrabass
- Glückskäferglück – Duo für Klarinette und Akkordeon
- Seggauer Herzl – Trio für drei Klarinetten
- Und wenn der letzte Baum gefällt ist – Quintett für Flöte, Oboe, Klarinette, Horn, Fagott
- Monday-Rag – Quartett für Sopransaxophon, Altsaxophon, Tenorsaxophon und Baritonsaxophon

### Solowerke
- Aria – für Klarinette (oder andere Melodieinstrumente) und Klavier
- Wintermorgen – für Violine und Klavier
- Konzert für Klarinette und Blasorchester Nr. 1
- Konzert für Klarinette und Blasorchester Nr. 2
- Caprice – für Violine und Klavier
- Cascades – für Violine und Blasorchester
- Der Baron von Bariton – für Bariton und Blasorchester
- Minimal Notizen – für Flöte solo
- Procorno – für Horn und Blasorchester
- Rudiludium – für Orgel solo
- Wenn die Zeit flöten geht – für Flöte solo
- Amadee allein zu Hause – für Violine solo

### Blasorchester
- Musica Festa – Festmusik
- Easy Walkin‘
- Als ein Marsch auf Reisen ging ins Reich der neuen Klänge
- Touris-muss-marsch – für großes Brassensemble und Blasorchester
- In der Hoffnung auf Vergebung – Elegie
- Unserem Publikum! – Konzertmarsch
- Hausruck 2000 – Festmusik
- Festival Intrade – Eröffnungsmusik
- Der Cowboy sucht sein Glück
- Bangkok Adventure – Suite in 4 Sätzen für Jugendblasorchester
- El Camino de Santiago – Suite in 4 Sätzen
- Duomo
- Capriccio for Band
- Austrian Dances
- Venedig – Suite
- El Camino de Santiago – Suite
- In 80 Tagen um die Welt – Zyklus (Africa – Australia – Neuseeland – Südamerika)
- Kessu
- Triple Jackpot – Solo für zwei Klarinetten, Bassklarinette und Orchester
- Syrische Träume – für syrisches Ensemble (ad lib.) und Blasorchester

### Orchester
- Kammersinfonie – für Kammerorchester
- Als sich die Fliege den Frosch schnappte – für Salonorchester
- Stories aus dem Landl – für Tenor und Orchester
- In Gott ist keinerlei Strenge – für Sopran und Orchester
- Sinfonie Nr. 1 "Waizenkirchner Sinfonie" – für großes Sinfonieorchester
- Dein Haus verbrennt, wenn du´s jetzt glimmen lässt – für Sprecher, Sopran, Bass, Chor, Blasorchester und/oder Sinfonieorchester

### Chor
- Am Anfang – kehrte alles zurück zum Ursprung – für gemischten Chor
- Die Raupe – für gemischten Chor
- Vater unser – für gemischten Chor
- Weihnachtssterne – für Kinderchor und Blasorchester
- Winterspass – für Kinderchor und Blasorchester

### Verlage
Die Werke von Alois Wimmer sind verlegt bei folgenden Verlagen:
- Musikverlag Alois Wimmer
- OrchestralArt Publications
- Klanggarten Publishing
- Musikverlag Kliment